# Велика фашистська рада
Велика фашистська рада (італ. Gran Consiglio del Fascismo) — урядова структура в Італії у часи правління Беніто Муссоліні.
Утворена у грудні 1922 року після фашистського перевороту й призначення Муссоліні прем’єр-міністром країни. Члени Ради призначались особисто Муссоліні, який став його незмінним головою. До складу Ради увійшли міністри уряду й керівники фашистської партії.
Рада мала широкі повноваження, особливо після 1928 року, коли вона отримала статус державного органу. Зокрема, Рада складала списки з вибору депутатів від фашистської партії, висувала кандидатуру секретаря партії, займалась розробкою партійної політики, контролювала діяльність уряду та розглядала законопроєкти перед їх надходженням до парламенту. 
Її учасниками були:
- Прем'єр-міністр Італії: Беніто Муссоліні (9 грудня 1928 — 25 липня 1943)

- Квадрумвіри, люди, які вели марш на Рим — Мікеле Біянкі, Еміліо Де Боно, Чезаре Марія Де Веккі та Італо Бальбо.
- Голова Сенату і голова Палати депутатів Італії, з 1939 року Палати фасцій та корпорацій.
- Міністри юстиції, закордонних справ, сільського й лісового господарства, освіти, корпорацій (Тулліо Чанетті) та міністр народної культури (наприклад, Галеаццо Чіано, Діно Альфієрі).
- Президенти Королівської академії Італії
- Секретар Національної фашистської партії (також був секретарем Ради).
- Різні люди, обрані безпосередньо Муссоліні, займали позицію понад 3 роки.